# Vojna na Bližnjem vzhodu
Vojna na Bližnjem vzhodu zajema spopade, v katere je bilo med prvo svetovno vojno vpleteno Osmansko cesarstvo. Do glavnih bojev je prišlo na Sinajskem polotoku, Palestini, Mezopotamiji, Perziji, Kavkazu, Galipoliju ter na Arabskem polotoku. Bližnjevzhodno bojišče se je odprlo 29. oktobra 1914 po sklenitvi tajnega nemško-turškega zavezništva ter bombardiranju ruskih črnomorskih pristanišč. Glavni namen vstopa otomanskega cesarstva v veliko vojno je bila ponovna pridobitev izgubljenih ozemlje ter povrnitev nekdanje imperialne moči in slave. Od tega je imela veliko korist Nemčija saj je z vstopom Turčije v vojno prekinila pomorsko povezavo med Rusijo in zahodnimi zavezniki ter dodatno obremenila britansko in rusko vojsko. V letih, ki so sledila so se na številnih frontah pokazale vse slabosti slabo opremljene in vodene otomanske vojske. Uspehov je bilo malo porazov ter izgub pa ogromno. Konec novembra ter v začetku oktobra 1918 je prišlo do dokončnega otomanskega zloma na vseh frontah. S podpisom mirovnega sporazuma 30. oktobra 1918 v Mudrosu je Otomansko cesarstvo doseglo konec krvavih spopadov, hkrati pa povzročilo tudi svoj propad. Po vojni so si večino ozemlja razdelile države zmagovalki, ki so v naslednjih letih in desetletjih s političnimi spletkami ter različnimi delitvami med bližnjevzhodnimi narodi povzročile tak razdor, da mu še danes ni videti konca.

## Predhodno dogajanje
Začetek dvajsetega stoletja je Otomansko cesarstvo dočakalo v popolnem razsulu. Nekdaj močen 400 let star imperij, ki je ogrožal Dunaj ter samo osrčje Evrope je bil zdaj samo še bleda senca nekdanje slave. Desetletja političnih sporov, umorov, etničnih trenj, napačnih političnih in gospodarskih odločitev ter vojen je cesarstvo popolnoma izčrpalo. Zaradi česar je to postalo lahek plen sovražnih držav. Leta 1911 se je cesarstvo zapletlo v italijansko-turško vojno, v kateri je izgubilo Tripolitanijo (Libija) in Dodekaneške otoke. Naslednje leto je v prvi balkanski vojni izgubilo še večino ozemlja v Evropi, kar je bilo za marsikaterega zunanjega opazovalca videti kot še zadnji žebelj v krsto imperija. Mediji in politiki so Otomanskemu cesarstvu takrat pravili kar bolnik iz Bosporja, ki je bil videti kakor, da se bo vsak čas zrušil in umrl.
Da bi zavedni turški politiki, predvsem člani stranke mlada Turčija, popravili nastali položaj so leta 1909 v državnem udaru odstavili starega turškega sultana Abdul Hamida II. ter ga nadomestili z novim Mehmedom V.. Ta je ostal brez vsakršnih pooblastil, državo pa so vodili tako imenovani trije paše; minister za notranje zadeve Mehmed Talaat, minister za obrambo Ismail Enver ter minister za mornarico Ahmed Djemal. Njihov glavni cilj je bil ponovno poenotiti ter združite vse narode Turčije ter staro cesarstvo razviti v novo bližnjevzhodno velesilo. Za uresničitev tega načrta pa so rabili strateškega zaveznika iz Evrope, katerega ni bilo pomembno. Za pomoč so sprva prosili zahodne zaveznike od katerih pa so dobili izredno mlačen odziv. Združeno kraljestvo in Francija se za Otomansko cesarstvo niti nista zmenili Rusija, ki je bila njena tradicionalna sovražnica, pa je za sodelovanje postavila take pogoje, da jih cesarstvi ni maralo izpolniti. Carigrad se je nato obrnil na Nemčijo, ta je povabilo takoj sprejele saj je vedela, da bo s tem ogrozila strateško pomembni Sueški prekop ter britansko prevlado na bližnjem vzhodu. Drugega avgusta 1914 sta državi podpisali tajni sporazum s katerim se je Otomansko cesarstvo pridružilo centralnim silam ter tako posledično ter povsem nepotrebno stopilo v veliko vojno. Podpis sporazuma je v Carigradu povzročil manjšo zmešnjavo saj sta ga podpisali le veliki vezir Said Halim Pasha, minister za obrambo Enver Paša, minister za notranje zadeve Talat Paša ter vodja parlamenta Halil Bay. Med podpisniki nista bila sultan Mohamed V., ki je bil vrhovni poveljnik vojske ter minister za mornarico Djemal Paša, ki je sporazum na vsak način želel skleniti z Francijo.
Kaj se dogaja med Nemčijo in Turčijo se zahodnim zaveznikom ni niti sanjalo, ko so to odkrili in poizkušali Turčijo pridobiti na svojo stran je bilo že prepozno. Medtem sta se v Carigrad zatekli nemški križarki SMS Breslau in SMS Goeben, ki sta bežali pred zavezniškim sredozemskim ladjevjem. Ker je bila Turčija takrat še nevtralna sta ladji postali internirani zato se je nemška mornarica odločila, da ladji skupaj s posadko preda turški mornarici. Predaja je bila le navidezna, na slovesnosti ob nove pridobitvi turške mornarice so nemško zastavo zamenjali z otomansko člani posadke pa so mornariške kape zamenjali z fesi. V posmeh zaveznikom je celotna slovesnost potekala pred ruskim veleposlaništvom v Carigradu.
Skladno s tajnim dogovorom so začeli Nemci v Turčijo pošiljati ogromne količine vojaškega material ter inštruktorjev in nadzornikov katerih naloga je bila, da na novo opremijo in usposobijo otomansko vojsko. Oktobra 1914 se je vojna v Evropi divjala že z vso silovitostjo, v Turčiji je bil še mir, vendar ne več dolgo. Vodja nemške misije v Otomanskem cesarstvu Bronsart von Schellendor je že pripravil načrte za ofenzivo na Kavkazu proti Rusiji ter na Sinaju proti Britancem v Egiptu. Slabo opremljena in vodena otomanska vojska na vojno ni bila pripravljena zato je z vstopom v vojno zavlačevala kolikor se je le dalo. Z napadom turško-nemških križark Breslau in Goeben, 29. oktobra 1914, na rusko pristanišče Odesa je bilo tega zavlačevanja konec, Otomansko cesarstvo se je znašlo v vojni.

## Bojišča

### Sinajski polotok
Ob začetku prve svetovne vojne so bile razmere na Sinajskem polotoku in Egiptu zapletene. Egipt je uradno spadal pod Otomansko cesarstvo hkrati pa je bil zaradi Sueškega prekopa tudi britanski protektorat. Prekop je bil za britanski imperij strateškega pomena saj je predstavljal najkrajšo pomorsko pot med Veliko Britanijo, Indijo, Avstralijo in Novo Zelandijo, hkrati pa je bilo to najslabše branjena komunikacijska povezava v britanskem imperiju. Tega sta se zavedalo obe strani. Britanci so prekop poizkušali zavarovati tako, da so iz pustega ter težko branljivega Sinaja umaknili celotno 30.000 glavo vojsko ter jo namestili na zahodni del prekopa. Na drugi strani so začeli Nemci na Otomansko vojsko pritiskati naj napade prekop. Ta je v začetku leta 1915 v Palestini za napad na prekop pripravila 25.000 glavo ekspedicijsko armado pod poveljstvom nemškega generala Froderika von Kressensteina. Bojni načrt armade je bil preprost, prečkati sinajsko puščavo, prekop, napasti ter zavzeti mesto Ismailia ter tako vzpostaviti mostišče s katerim bi prekinili pomorsko povezavo med Sredozemskim in Rdečim morjem.
Armada se je proti prekopu odpravila sredi januarja 1915. Sinajski polotok je prečkala po severni poti v smeri Port Saida, južni poti v smeri Sueza ter glavni srednji poti v smeri Ismailije, ki je bila tudi glavni cilj napada. Pot čez puščavo je trajala deset dni, premiki so bili opravljeni v glavnem ponoči, z namenom, da bi prekrili smer napada. Britanci so vsak premik otomanske vojske podrobno spremljali z letali ter izvidniki. Otomanska vojska je do prekopa prišla 2. februarja 1915 ter se utaborila okoli 25 km vzhodno od prekopa. Glede na njen položaj so Britanci sklepali, da bo do napada prišlo na osrednjem delu prekopa okoli jezera Timsah, zato so tja poslali okrepitve. Napad na prekop se je začel v zgodnjih jutranjih urah 3. februarja in se je kmalu spremenil v polomijo. Turški vojaki večinoma zbrani iz puščavskih področij niso bili vajeni prečkanja velikih vodnih ovir, zaradi česar so bili njihovi premiki počasni s tem pa so ostali lahke tarče maloštevilnih britanskih braniteljev na drugi strani prekopa. Do konca dneva, ko je bil napad prekinjen se je čez prekop uspelo prebiti le okoli 600 turškim vojakom, ki pa so se po britanskem protinapadu ter umiki lastnih čet morali predati. Zaradi močne britanske obrambe je turški napad je spodletel tudi nekaj kilometrov severno pri postajah za trajekt. Prekop je uspelo prečkati le okoli 150 turškim vojakom, ostali prečkanja niso preživeli ali pa so se umaknili zaradi močnega obrambnega ognja. Do konca dneva je bil napad prekinjen preživeli turški vojaki pa so se umaknili.
Naslednji dan, 4. februarja so britanske čete prečkale prekop ter presenečeno ugotovile da je celotne turška vojska izginila. Med čiščenjem okolice prekopa so britanske patrulje zajele več sto turških vojakov, ki so se ločili od glavnine umikajoče se vojske. Napad na prekop je bil prava polomija in je Turke veliko stal, izgubili so preko 2.000 vojakov medtem ko so imeli Britanci le 32 mrtvih in 130 ranjenih. Glavni vzrok za poraz so bile slabe priprave ter oskrba, ki zaradi zahtevnega terena ni dosegla vojakov ob prekopu. Velik problem je bila voda, prav zaradi njenega pomanjkanja so prekinili celotno operacijo. Po neuspelem napadu so se Turki umaknili na obrambno črto El Arish – Nekhl glavne enote pa so bile nameščene v Gazi ter Bershebi. 
V nadaljevanju vojne, do večjih napadov na Sueški kanala ni prišlo več, so pa turške enote ob pomoči Nemcev občasno napadle kanal ter tako motile pomorski promet. V mesecih, ki so sledili spopadu je Egipt postal glavna logistična baza za bojne operacije na Gallipoliji. Ko se je to bojišče konec leta 1915 zaprlo, se je britansko poveljstvo odločilo, da prekop zavaruje tako kot je treba. Operacija zavarovanja prekopa je stekla februarja 1916. Zajemala 400.000 vojakov ter zavarovanje deset kilometrskega pasu vzhodno od prekopa in treh glavnih poti, ki so iz Palestine preko Sinaja vodile do prekopa. Južno in srednjo pot preko polotoka so zavarovali tako da so zasedli odročno oazo Moia Harab ter porušili cisterne v oazi Jifjafa. Zavarovanje severne poti, ki je bil tudi glavna pot do prekopa je zahtevala malo več truda. Do naselja Romani, ki stalo ob severni poti, so namreč nameravali zgraditi železnico in vodovod. Po njuni izgradnji pa so nameravali naselje utrditi ter z njim zavarovati dostop do prekopa. Triindvajsetega aprila 1916 je dela nenadoma ogrozil turški napad zaradi katerega so se morali Britanci umakniti, vendar le začasno. Nekaj dni pozneje so že zasedli Romani ter ga utrdili kljub temu da železnica in vodovod nista bila končana. Posadka in puščavske patrulje so zaradi tega doživljale pomanjkanje saj karavane kamel niso morale vojakom na fronti dostaviti dovolj vode in hrane. V naslednji mesecih so se vrstili turški vpadi, ki pa na bojišču niso prinesli nobene spremembe. Nič manj pa ni bil ogrožen Sueški kanal saj je maja 1916 doživel prvi letalski napad. Maja sta bila končana tudi železnica in vodovod do Romania s čimer se je obramba tega naselja ter prekopa znatno okrepila.
V noči iz tretjega na četrti avgust 1916 so Turki z napadom na utrjeni Romani še zadnjič poizkušali ogroziti Sueški prekop. Napad je spodletel in 5. avgusta so se morali umakniti nazaj v Katio od tam pa v oazo Bir el Abd, ki so ga nato 12. avgusta po hudih bojih s konjeniško divizijo ANZAC morali zapustiti. Bitka je bila prelomna saj so Britanci z njo dokončno zavarovali prekop ter pregnali turško vojsko iz večine Sinajskega polotoka. Sinajsko bojišče se je dokončno zaprlo z bitko pri Magdhabi 23. decembra 1916, bitko za Rafo 9. januarja 1917, ter bitko za osamljeno oazo Nekhl februarja 1917. Vse bitke so se končale z odločilno britansko zmago.

### Palestina
Z zaprtjem sinajske fronte, v začetku februarja 1917, se je sočasno odprla nova palestinska fronta. Fronta je postala pomembna predvsem za turško stran saj je potekala od Rafe na sredozemski obali do Bershebe sredi puščave, ki sta bili globoko na otomanskem ozemlju. Po zmagi na Sinajskem polotoku ter dokončnem zavarovanju prekopa je napad na Palestino postal za Britance vprašljiv. Bližnjevzhodno bojišče je bilo namreč podrejeno mnogo večjemu zahodnemu bojišču, ki je v izredno kratkem času potrošilo ogromno material in človeških življenj zaradi česar je ves čas kazalo, da bo večina enot premeščenih na zahodno fronto. Poveljnik fronte, Archibald Murray, bi tako izgubil večino ofenzivnih enot s tem pa zagon, ki ga je njegova vojska dobila med boji za Sinaj. Njegovi protesti ter spremenjene strateške razmere na bližnjem vzhodu so britansko vrhovno poveljstvo prepričale, da obdrži enote jih okrepi ter pripravi novo ofenzivo v smeri Jeruzalema s katero naj bi ogrozil turško vojsko na Arabskem polotoku in Mezopotamiji.
Priprave za napad na Gazo, ki so bila vrata Palestine, so se začele v sredini februarja ko je bila do oaze Al Arish zgrajena železnica in vodovod. Še preden pa se je bitka začela je v zavezniških vrstah prišlo do nesoglasij. Z napredovanjem v Palestino so Britanci trčili ob francoske in italijanske interese na tem ozemlji zaradi česar je bil potreben poseben dogovor, francoska in italijanska vojska pa sta prispevali tudi nekaj vojakov, ki so imeli bolj ali manj opazovalno vlogo. Na nasprotni strani fronte so se Turki zavedali resnosti položaja, vojna se je iz Egipta preselila na njihovo domače ozemlje. Frontno črto od Gaze na sredozemski obali do Beershebe sredi puščave je branilo 15.000 slabo opremljenih turških vojakov, od tega jih je Gazo branilo 4.000. Ti so se na zavezniški napad pripravili kakor se je pač dalo. Napad na Gazo se je začel 26. marca 1917 zgodaj zjutraj, vodil pa ga je general Charles Dobell. Napad se je začel z obkolitvijo turških položaje s katero so preprečili prihod okrepitev ter nato usklajenemu napadu iz več smeri. Čeprav je na bojišču prišlo občasno do zmede ter časovnega zamika pri napadu britanskih enot je napad potekal brez težav tako, da so se nekaj čez četrto uro zjutraj Turki že začeli umikati. Nato pa je nenadoma prišlo do katastrofe. General Dobell si je zaradi pomanjkanja informacij o stanju na bojišču ustvaril popolnoma napačno sliko in je bil prepričan, da Turki zmagujejo zato je ukazal umik britanskih čet in to tik preden so te dosegle zmago. Da je bila ironija še večja turški poveljniki sploh niso nameravali braniti Gaze, zato tja tudi niso poslali okrepitev. Po spodletelem britanskem napadu se je to spremenilo, nemški general Kress von Kressenstein je čez noč v Gazo poslal nove okrepitve, Britanci so tako izgubili bitko, ki jo jim nebi bilo treba. Bitka pa je imela dosti večje posledice kot so mislili Britanci, Turki so v naslednjih tednih in mesecih linijo Gaza - Beersheba dodatno utrdili in zavarovali sami naselji pa sta postali izredno težko osvojljivi utrdbi. Druga bitka za Gazo se je začela 17. aprila, nove turške utrdbe ter spremenjen način obrambe je razmere na bojišču popolnoma spremenil Turkom v prid. Da bi si Britanci zagotovili zmago so na bojišču uporabili 8 tankov Mak I in 4.000 granat napolnjenih z bojnimi strupi. Granate na odprtem puščavskem območju ter zaradi suhega in vročega podnebja niso imele nobenega učinka, tanki ki bi morali nuditi zaščiti pehoti pa so sami postali tarča topniškega in strojničnega ognja ter s tem pehota še dodatno ogrozili. Po treh dneh bojev ter izgubah, ki so narasle na 6.444 vojakov je general Dobell ukazal umik, bitka se je končala s popolno turško zmago, njihove izgube niso dosegle niti tretjino britanskih. Poraz je imel posledice, britansko poveljstvo je razrešilo generala Murraya ter ga nadomestilo z Edmundom Allenbyem. Na drugi strani fronte pa so Turki dobili okrepitve z novo armado, ki ji je poveljeval prekaljeni nemški general Erich von Falkenhayn.
Po spodleteli drugi bitki za Gazo je na fronti nastal nekakšen zastoj, ki je bil podoben tistemu iz zahodne fronte, le občasno je prihajalo do posameznih spopadov med puščavskimi patruljami. Triindvajsetega maja se Britanci napadli in porušili mostove na železnici Beersheba – Hafir el Auja. Konec oktobra 1917 pa je prišlo do nepričakovane bitke za hrib El Buggar, ki je po bitki padel v britanske roke.
Novi britanski general Edmund Allenby je ob svojem prihodu načrt novega napadan na Palestino postavil na glavo. Za točko preboja je namesto Gaze izbral slabše branjeno ter težko dostopno Beershebo na skrajnem jugu fronte. Ker se je Beersheba nahaja sredi puščave, kjer je primanjkovalo vode, je Allenby dal zgraditi železnico ter serijo cistern, ki so napadajočo vojsko oskrbovale z vodo. Do napada je prišlo 31.oktobra 1917, britanske enote so turške položaje okoli Beershebe obkolile ter napadle iz zahoda, vzhoda in juga. Turška obramba se je kmalu začela krhati, general Falkenhayn je bil mnenja, da gre le za slepilni manever v Beershebo ni poslal okrepitev. Zadnji napad je v jurišu izvedla 4. lahka konjeniška brigada, ki je zavarovala vodne cisterne in izvire (dogodek je navdihnil filmske ustvarjalce da so leta 1987 posneli film The Lighthorsemen), do večera je bilo mesto v zavezniških rokah. Dogodki so imeli nepredvidljive posledice za obe strani. Novo frontna črta se je s tem premaknila še globlje v puščavo in je segala do kraja Tel el Khuweilfe na jordanskem hribovju, ki so ga Britanci zaradi pomanjkanja vode uspeli zasesti šele 8. novembra. Da bi Turki zavarovali preostanek fronte so iz Gaze na jug poslali okrepitve s tem pa so oslabili Gazo. Prva ta trenutek pa je čaka Allenby. Ta je Gazo napadel 2. novembra, boji so potekali vse do 6. novembra ko so se Turka umaknili s čimer je tudi dokončno razpadla fronta Gaza – Beersheba.
Z razpadom fronte je postal ogrožen Jeruzalem ter strateško pomembna železnica Jafa – Jeruzalem. Turki so poizkušala rešiti kar se je dalo in 13. novembra 1917 je tako prišlo do bitke za železniško križišče Wadr Sara. Ta se je za Turke slabo končala, v naslednjih dneh so se ti bili prisiljeni umakniti, zapustiti Jafo ter se umakniti v Jordansko hribovje ker so se pripravili na obrambo Jeruzalema. Časa za pripravo pa je bilo malo saj so Britanci že zasedli Jafo ter so bili tik pred Latrunom. Britanska vojska je napredovala tako hitro, da jo oskrba ni dohajala primanjkovalo pa ji je tudi zemljevidov, vendar to Allenbya ni zmotilo. Njegov glavni cilj je bil dragulj Bližnjega vzhoda, tisočletno mesto Jeruzalem, vse drugo je bilo nepomembno. Sedemnajstega novembra je v smeri mesta sprožil novo ofenzivo deževno in mrzlo vreme ter slabe ceste so onemogočale hitre premike britanskih enot, turška obramba pa je zaradi dobro postavljenih položajev na vzpetinah odbila večino napadov. Edini večji britanski uspeh je bilo zavzetje hriba Nebi Samwil od koder se je že videl Jeruzalem. Ker so bili vsi nadaljnji napadi neuspešni je Allenby 24. novembra prekinil ofenzivo. Naslednjih dveh tednih so Turki s številnimi protiofenzivami želeli Britance potisniti nazaj proti Latrunu vendar se jim ni posrečilo. Medtem pa so se Britanci pripravljali na dokončno zavzetje Jeruzalema. Allenby je novo ofenzivo proti mestu sprožil 8. decembra, glede na obveščevalne podatke je pričakoval močen odpor, do katerega pa ni prišlo saj se je turška vojska kmalu po ofenzivi začela umikati. Britanci so v mesto vstopili 9. decembra, zadnji boji so potekali za Oljsko goro kjer so morali Britanci Turke pregnati z bajonetnim napadom. General Allenby je slovesno vstopil v mesto 11. decembra 1917 s čimer je postal prvi kristjan, ki je po več stoletjih ponovno nadzoroval Jeruzalem. Britanski premije David Lloyd je kasneje izjavil, da je bilo zavzetje Jeruzalema ena redkih svetlih točk leta 1917 saj zahodna fronta kljub nadčloveško vloženemu trudu in preliti krvi ni prinesla nobenega uspeha. Naslednje tri mesec je na fronti zaradi zimskega vremena vladalo zatišje.
Zgodaj spomladi leta 1918 je fronta ponovno oživela, Britanci so februarja sprožili serijo novih ofenziv v hribovju Judeje severno od Jeruzalema ter v dolini reke Jordan. Spomladi je tako frontna črta segala od Sredozemskega morja na zahodu do Mrtvega morja na vzhodu. Enaindvajsetega februarja je po treh dneh bojev padel Jericho, ki je bil nekakšen uvod v ofenzivo v dolini reke Jordan. Z zasedbo spodnjega dela doline so Britanci tako dobili izhodišča za napad na Aman ter strateško pomembno železnico Hedjaz, ki je povezovala Damask in Medino. Z uničenjem železnice bi podprli arabsko vstajo ter končali turško vojaško prevlado na Arabskem polotoku. Do prvega t. i. transjordanskega napada je prišlo 21.marca, britanske enote bi morale prečkati reko Jordan, zasest Aman, uničiti železnico ter se nato umakniti. Zaradi dežja je reka Jordan narasla ceste pa so se spremenile v blatne luže. Napad na Aman je začel zamujati tako, da so Turki do prihoda Britancev že okrepili mestno obrambo. Boji za mesto so trajali do konca marca nato pa so se morali Britanci umakniti zaradi pomanjkanja streliva ter velikih izgub. To je bil prvi večji poraz britanskih čet na tem bojišču. Vendar pa general Allenby ni obupal saj je cilj opravičil izgube. Konec aprila je organiziral nov napad z istim ciljem. Sprav je napad potekal odlično nato pa je prišlo do močnega turškega protinapad in britanska fronta se je sesula zaradi česar so se morali umakniti na stare položaje. Da pa je bila stvar še hujša se je ravno v tistem obdobju na zahodni fronti začela nemška spomladanska ofenziva zaradi katere so velik del vojakov iz bližnjega vzhoda premestili na zahodno fronto. Allenby je tako že drugič v celotni kampanji ostal brez vojakov in je moral preiti v obrambo.
Poleti 1918 so se vojaki začeli vračati na bližnjevzhodno bojišče, Allenby pa je v tem času pripravil nove načrte kako dokončno poraziti turško vojsko v Palestini. Načrt je poimenoval bitka za Megiddo ali kar Armagedon (Armagedon je zahodno ime za goro Megiddo kjer naj bi po svetopisemskih zgodbah potekala zadnja bitka med dobrim in zlim), ta je predvideval zavzetje Amana, Nablusa in Tiberija. Od tam pa bi nato v naslednji fazi napredoval v Damask in Bejrut. Allenby je imel za načrt pripravljenih 35.000 mož in 383 topov v pomoč pa so jim bila tudi številna arabska plemena, kis so pod vodstvom Lovrenca Arabskega napadla turške obrambne položaje v zaledju. Nasproti njega je stala turška vojska s 24.000 vojaki in 270 topovi. Do glavnega napada je prišlo 19. septembra 1918 ob 4:30. Kratkemu topniškemu obstreljevanju je sledil napad britanske konjenice in pehote vzdolž celotne fronte. V slabih treh urah se je celotna fronta zlomila in turška vojska se je začela umikati. Dvajsetega septembra so Britanci že zasedli Mogiddo in Nazaret kjer so skoraj zajeli nemškega generala Limana von Sandersa ter njegovo celotno poveljstvo. Na koncu drugega dne bojev je bila 8. turška armada popolnoma uničena 7. je bila tik pred tem zato se je začela umikati iz Nablusa prodi dolini reke Jordan. Tam naj bi ji pot presekala britanski 20. korpus ki je napredoval po dolini Jordana, njegov napredek je bil zaradi močnega odpora počasen zato je posredovalo letalstvo in napadlo 7. turško armado med umikom proti vzhodu. Zaradi nenehnih letalskih napad so bile ceste blokirane preživeli Turki pa so zbežali v bližnje hribe kjer so bili kasneje zajeti. Na cestah, ki so vodile iz Nablusa je ostalo blokiranih okoli 1.000 vozil, ki so padla v britanske roke. Do 25. septembra so Britanci zasedli črto Akra – Tiberij – Ajlum – Aman, zajeli so okoli 25.000 turških vojakov, okoli 10.000 nemškim in turškim vojakom pa se je uspelo umakniti na sever. Njihovo zasledovanje se je nadaljevalo vse do konca oktobra. Prvega oktobra je padel Damask, 8. oktobra so Britanci zasedli Bejrut, 18. oktobra Tripoli, 25. oktobra pa še Aleppo. Konec oktobra so Turki prosili za premirje s čimer se je vojna v Palestini ter na drugih frontah bližnjega vzhoda končala.

### Mezopotamija
Mezopotamija je obsegala območje današnjega Iraka. Območje je bilo bolj ali manj pod Otomansko kontrolo vse od 16. stoletja. Zaradi velike oddaljenosti od Carigrada, težkega dostopa, obsežnih puščav ter divjih puščavskih plemen je to območje dogo časa veljalo za nepomembno in nevarno. Z odkritjem ogromnih količin nafte ter prihodom železnice (železnica Carigrad – Alep - Bagdad) so se stvari nenadoma spremenile. Razlog za spremembe pa je bila v glavnem nafta. Nekaj let pred začetkom prve svetovne vojne je britanska vlada z družbo Anglo-Persian Oil Company v Iranu podpisala ekskluzivno pogodbo o dobavo nafte britanski vojni mornarici, ki se je v tistem času modernizirala in začela prehajati iz premoga na nafto. Poleg nafte pa so Britanci na tistem območju že dalj časa uveljavljali ozemeljske zahteve v Kuvajtu. Z izbruhom prve svetovne vojne ter prestopom Otomanskega cesarstva na stran centralnih sil je postala ogrožena neprekinjena dobava nafte britanski mornarici zato se je Britanija odločila da ukrepa.
Kmalu po začetku sovražnosti je britanska vojska zavarovala takrat največjo rafinerijo v Abadanu ter začela pripravljati načrte za napad na ustje reke Shatt-al-Arab (reka se izliva v Perzijski zaliv). Do napad je prišlo 6. novembra 1914. Britanska mornarica je najprej bombardirala utrdbo Fao temu pa je sledilo še izkrcanje britanskih kolonialnih čet pod vodstvom generalpolkovnika Arthurja Barreta. Tristo petdeset glava turška posadka s štirimi topovi je bila hitro poražena tako da so Britanci še isti dan začeli napredovati proti Basri. To so zasedli 22. novembra po kratkem spopadu s turškimi silami ki so se nato umaknili navzgor po reki do mesta kjer se reki Tigris in Evfrat združita v reko Šat-al-Arab. Britanci so turški vojski sledili, 3. decembra 1914 je prišlo do bitke pri Al-Qurnahu kakih 75 km severno od Basre. Po šestih dneh bojev se je 1.000 glava turška vojska predala. Z bitko so Britanci zavarovali okolico Basre ter se tako pripravili na morebitni turški napad iz smeri Bagdada, kjer se je nahajala glavnina otomanske četrte armade. Ker so bile britanske operacije v Mezopotamiji, zaradi pomanjkanja vojakov ter zalog, omejenega značaja so Britanci nadzorovali le območje okoli reke Šat-al-Arab ter glavnih naselij.
Zaradi preobremenjenosti turške vojske na bojiščih Gallipolija, Kavkaza ter Sinaja so bile turške vojaške zmogljivosti in operacije v Mezopotamiji prav tako omejene. Zato so se ti po pomoč zatekli k lokalnim arabskim plemenom, kar pa je imelo le omejen učinek. Dvanajstega aprila 1915 je 4000 glava turška vojska pod poveljstvom Suleymana Askari Beya ter pomoči 14.000 bojevnikov iz arabskih plemen napadla britanske položaje pri Šaibi. Napad arabskih plemen ni prinesel želenega učinka zato je napadla turška vojska ter na večjih mestih obšla ter prebila britansko obrambno črta. Britanci so na turški preboj odgovorili z bajonetnim protinapadom ter napadom konjenice kar je v turških vrstah povzročilo visoke izgube ter preplah. Sulejman Askari je umaknil svoje čete, naslednji dan so Britanci izvedli nov protinapad ter preplavili turške obrambne položaje. V krvavem boju mož na moža je padlo okoli 2400 turških ter 1500 britanskih vojakov. V boju je bil ranjen tudi Suleymana Askari ki je kasneje zaradi sramotnega poraza v bolnišnici v Bagdadu storil samomor. Njegovo mesto je prevzel polkovnik Nureddin Paša.
Britanci so bili nad zmago prijetno presenečeni zato so spremenili svoje vojne načrte v Mezopotamiji ter tja poslali generala Johna Nixona, da bi pripravil napad na Kut te morda celo na Bagdad. Britanci so zaradi težkih terenskih pogojev napredovali počasi, nato pa je na evropskem bojišču nenadoma prišlo do velikih sprememb, ki so močno vplivala na celotno bližnjevzhodno bojišče. V vojno je na strani centralnih sil vstopila Bolgarija posledično je temu proti kuncu leta sledil poraz Srbije s čimer sta Nemčija in Otomansko cesarstvo dobila neposredno železniško povezavo preko katere sta se oskrbovali z vojaškim materialom. Moč turške vojske se je povečala. Nemški in turški agenti pa so poizkušali v Perziji in Afganistanu zanetiti sveto vojno (džihad) zaradi česar so razmere za Britance v Mezopotamiji postale nevarne. Feldmaršal Kitchener je zato zahteval takojšnje zavzetje Bagdada zaradi prestiža ter zaradi časa. Načelnik generalštaba Archibald Murray je to odsvetoval saj majhna britanska ekspedicijska vojska ni bila sposobna zavzeti ter nadzorovati tako obsežnega ozemlja kot je bil Irak. Velik problem so bile tudi raztegnjene oskrbovalne poti. Na drugi strani so Turki spoznali pomembnost Mezopotamskega bojišča zato so iz tamkajšnjih enot oblikovali 6. armado ter jo pod poveljstvom nemškega generala Colmara von Goltza dodatno okrepili.
Dvanajstega aprila 1915 je prišlo do bitke pri Ctesiphonu kakih 40 km južno od Bagdada. Bitka se je končala neodločeno z visokimi izgubami na obeh straneh ter umikom obeh armad. Nato pa je nenadoma prišlo do preobrata. Poveljnik turške vojske v bitki, Nuredin je ugotovil da so Britanci izvedli popoln umik iz bojišče zato se je odločil, da bo prekinil svoj umik ter začel zasledovati umikajočo se britansko vojsko. Ta se je organizirano umaknila v mesto Kut ter se tam vkopala. Turška vojska ni bila daleč, do 3. decembra je mesto popolnoma obkolila s čimer so se Britanci znašli v pasti iz katere ni bilo izhoda. V naslednjih petih dneh se je začelo eno najbolj dramatičnih obleganj v prvi svetovni vojni.
Obleganje Kuta se je uradno začelo 7. decembra 1915. Britanske vojska pod poveljstvom Townshenda, ki se je znašla ujeta v mestu je mislila, da bo hitro osvobojena saj je imela zalog le za dober mesec dni. Townshend je celo predlagal preboj iz mesta, vendar so ga zavrnili. Medtem so v Veliki Britaniji v strahu pred padcem celotne fronte v Mezopotamiji organizirali reševalno operacijo. Prvi poizkus osvoboditve od zunaj se je začel januarja 1916. Po treh krvavih bitka se je končal katastrofalno. Turki pa so obrambo mesta od zunaj in znotraj še bolj okrepili. Dva meseca pozneje so Britanci poizkušali ponovno osvoboditi ujeto garniziji, vendar so bili v bitki pri Dujaili poraženi. Aprila so poizkušali ponovno. Uspeli so prebiti zunanjo turško obrambno liniji, ter se mestu približati na 30 km, nato pa jim je nenadoma zmanjkalo zagona in morali so se umakniti. Medtem je ujeta garnizija v mestu začela stradati. Zaloge, ki naj bi trajale mesec dni so raztegnili na pet. Pojavljati so se začele nalezljive bolezni začelo je primanjkovati, hrane, zdravil in streliva. Da bi rešili ujeto garnizijo so Britanci poizkušali vse, Turkom so celo ponudili odkupnino v vrednosti 2 milijonov funtov, ki pa so jo ti odklonili. Ko je 24. aprila spodletel še zadnji poizkus oskrbe garnizije s pomočjo rečnega parnika je general Townshend videl, da jim ni preostalo več nobene rešitve. Devetindvajsetega aprila 1916 je garnizijo predal Turkom, v ujetništvo je odkorakalo 13.164 britanskih vojakov.
Poraz pri Kutu, ki se je zgodil le nekaj mesecev po Gallipoliju je ponovno pretresel britansko vrhovno poveljstvo. V Mezopotamiji so bili zamenjani vsi poveljniki v izogib nadaljnjim porazom pa je bile izboljšana preskrba čet na bojišču. Saj se je izkazalo da je bil glavni krivec za poraz vojske slabo logistika, ki zaradi neobstoječe železnice ter cest ni dohajala bojnih enot. Po porazu je poveljstvo nad britansko vojsko prevzel general Friderck Stanley Maude, ki je naslednjih šest mesecev zatišja na fronti izkoristil za okrepitev svojih čet. Na Turški strani so se stvari iz tedna v teden slabšale, po zmagi pri Kutu je Mezopotamsko bojišče ponovno postalo nepomembno. Turki skoraj niso dobili nobene opreme ter okrepitve v vojakih. Trinajstega decembra 1916 so Britanci sprožili novo ofenzivo z namenom, da bi prodrli do Bagdada. Oslabljena turška vojska ni bila kos britanski ter se je po več bitkah komaj izognila uničenju, 23. februarja je padel Kut, v začetku marca pa so bile britanske enote že pred vrati Bagdada. Po kratki bitki so v mesto vstopili 11. marca 1917. S padcem mesta je bil turški poraz popoln, Khalil Paša poveljnik turške 6. armade je preostanek armade umaknil v Mosul. Nadaljnje napredovanje britanske armade je ustavilo zimsko vreme ter težave z logistiko. General Maud je 18. novembra 1917 umrl zaradi kolere, nadomestil ga je general William Marshall, ki se je odločil da bo z vojaškimi operacijami počakal do spomladi 1918.
Februarja 1918 so Britanci začeli z novo ofenzivo, zasedli so Hit, marca Kan al Baghdadi in aprila Kifri, nato pa so se morali zaradi ofenziv v Palestini ter Iranu ustaviti. Bojišče je nato mirovalo do oktobra, ko se je začela nova ofenziva z namenom da se zasede čim več ozemlja pred podpisom mirovne pogodbe. Ta je bila podpisana 30. oktobra 1918 na otoku Moudros s čimer so se končale vse sovražnosti med turško in britansko vojsko. Turška 6. armada se je predala še isti dan. Kljub podpisu premirja pa se britanska vojska ni ustavila, 14. novembra je zasedla Mosul s čimer so se končale zadnje bojne operacije na bližnjem vzhodu.

### Perzija
Tako kot na celotnem bližnjem vzhodu so bile razmere v Perziji (današnji Iran) pred začetkom velike vojne zapletene ter temu primerno politično napete. Perzija je kot samostojna država obstajala le na papirju. Po sporazumu med Cesarsko Rusijo in Veliko Britanijo iz leta 1907 je bila razdeljena na dve interesni območji, severno ki je bilo pod Ruskim vplivom ter južno, ki je bilo pod Britanskim vplivom. Obe državi sta imeli v Perziji tudi vojaške enote z namenim, da zaščitita svoje interese. Pri Rusih je bila to predvsem krščanska manjšina na severu pri Britancih pa nafta v Perzijskem zalivu. Perzijska vlada v Teheranu skoraj ni imela nobene moči. Nadzorovala je le glavna mesta cer ceste, izven njih pa so v glavnem vladali lokalni poglavarji. Velik problem so bile tudi številne etnične skupine ter veliko število različnih verstev (Muslimani, Židje, Kristjani, Nestorijani, …) kar je še dodatno zapletlo razmere v državi. Spori in vojne so bili pogosti, močno je bilo tudi sovraštvo do tujcev predvsem Britancev in Rusov, ki so imeli v državi močan politični in gospodarski vpliv.
Ob izbruhu prve svetovne vojne so neurejene razmere v Perziji poizkušale izkoristiti centralne sile, predvsem Nemci ter Turki, tako da so z agenti poizkušale zanetiti upor lokalnega prebivalstva proti Rusom in Britancem. Največ uspeha so dosegli pri vladi, ki je bila tekom vojne centralno usmerjena. Načeloma Perzija ni bila vključena v veliko vojno saj je razglasila nevtralnost, to pa ni veljalo za lokalna plemena, ki so po navadi borila sama proti vsem, pomoč od Turkov, Nemcev, Rusov in Britancev pa jim je vedno prišla prav. V letu 1914 je do večjih bojev prišlo v severnem delu Perzije, ki meji na Kavkaz. Boji v tem delu države so bili neposredno povezani z rusko-turško fronto na Kavkazu. Frontna črta se je iz turško-perzijske meje premaknila v notranjost Perzije ter obratno, v notranjost Turčije. Boji na tem bojišču so se nadaljevali tudi v letu 1915. Avgusta 1915 so Britanci okupirali mesto Bushire ob Perzijskem zalivu. Novembra istega leta je prišlo do prvega večjega upora perzijskih vladnih sil proti ruskim silam v osrednjem delu države. Zmaga centralno usmerjenih vladnih sil je bila le začasna, Rusi pa so v nadaljevanju z vojaki in Kozaki zatrli vsak odpor, konec novembra pa so zasedli celo Teheran. Istočasno je prišlo do spopada vladnih sil z britansko usmerjenimi plemeni, boji so se končali z zmago vladnih sil. Leto 1916 so v Zaznamovali številni spopadi med lokalnimi plemeni, britansko, rusko in turško vojsko. Z ruske revolucijo leta 1917 ter podpisom mirovne pogodbe med Otomanskim imperijem in Rusijo v Erzincanu 5. decembra so se spodi v Perziji začeli umirjati. Po razpadu ruske vojske je na fronti nastala praznina, ki so jo želeli zapolniti tako Turki kot Britanci. Otomansko cesarstvo je v Perzijo poslalo kavkaško armado z namenom da prepreči britanski vpliv. Turški vojski so se zoperstavili le Armenci. Britanci so jim poizkušali priskočiti na pomoč z ustanovitvijo posebnega armenskega bataljona znotraj britanske vojske vendar jih je prehitel konec vojne. Septembra 1918 so Turki nadzorovali severni del Perzije od mesta Tabriz do Kaspijskega morja, medtem ko so Britanci bolj ali manj nadzorovali preostanek Perzije. S podpisom premirja 30. oktobra 1918 na otoku Mudros so se vse vojaške operacije v Perziji končale.

### Kavkaz
Kavkaz je bil skozi tisočletja stičišče različnih ver in kultur, hkrati pa so preko njega vodile tudi strateško pomembne poti do Bližnjega vzhoda. Interesi lokalnih in svetovnih velesil na tem ozemlju so bili veliki posledično pa je zaradi tega prihajalo tudi do vojen. Z vstopom Otomanskega cesarstva v veliko vojno je njegov glavni cilj postala pridobiti nazaj ozemlja na Kavkazu, ki jih je cesarstvo izgubilo v rusko-turški vojni 1877-1878. Turško idejo so takoj podprli Nemci saj bi z odprtjem nove fronte na Kavkazu razbremenili evropsko vzhodno fronto. Bojišče se je odprlo 1. novembra 1914 z rusko t. i. bergmannovo ofenzivo (ime je dobila po ruskem generalu Georgyu Bergmannu). Glavni cilj ofenzive je bil zasesti mesti Dogubeyazit in Koprukoy ter nato napredovati v notranjost Turčije. Sprva je ofenzivi lepo kazalo, nato pa je turška 3. armada 7. novembra nenadoma sprožila protiofenzivo. V dneh, ki so sledili so Rusi komaj ušli uničenju, fronta se je stabilizirala šele konec novembra nekaj 10 km zahodno od rusko-turške meje. Ruski poraz je opogumil Turke, da so 22. decembra 120.000 glavo vojsko poslali v napad proti ruskemu mestu Kars. Vojska do tja nikoli ni prišla. Ustavilo jo je izredno slabo zimsko vreme ter gorski grebeni viski preko 3.000 metrov. Turška vojska je po počasnem in mučnem napredovanju prišla le do Sarikamisa ter ga za kratek čas celo zavzela nato pa jih je s protinapadom ustavila ruska vojska. Sedmega januarja 1915 je sledil dolg in mučen umik turške vojske nazaj proti Erzurumu. Umakniti se je uspelo le 10% vojske, kar je bil največji polom turške vojske v prvi svetovni vojni. Turki so za neuspeh krivili Armence, ki so prestopili na rusko stran potem ko so jim ti obljubili lastno državo. Razmere v preostanku 3. turške armade so se izboljšale s smrtjo poveljnika Hafiza Hakki Paše ter prihodom brigadnega generala Mahmuta Kamil Paše. Marca je fronta na Kavkazu bolj ali manj mirovala. Dvajsetega aprila 1915 je prišlo do armenskega upora v mestu Van. Turški vladavini v mestu se je uprlo preko 45.000 armenskih prebivalcev mesti ter beguncev iz okolice. Krvavi upor je trajal tri tedne dokler upornikov zadnji trenutek ni rešil ruski general Yudenich, ki je v mesto vkorakal 21. maja 1915.
Armenski upor ni ostal nekaznovan, 24. aprila 1915 je notranji minister Mehmet Talat izdal ukaz, da je treba zapreti vse uporne Armence. Takoj po izdaji ukaza je bilo aretiranih med 235 ter 270 intelektualcev armenskega rodu, preko 2.000 pa so jih aretirali v naslednjih dneh. Zaradi ruskega napredovanja v spomladanski ofenzivi ter osvoboditvijo mesta Van so se Armenci začeli vedno bolj pogosto opirati daleč za frontno črto kar je že tako preobremenjeni turški vojski povzročalo dodatne težave. Talat je zato 27. maja izdal še en ukaz v katerem je ukazal, da je potrebno vse Armence preseliti v Sirijo in Irak. Ukaz je bil povod za genocid nad Armenci v katerem je umrlo okoli 1,5 milijona Armencev.
Sredi junija so Rusi severno od mesta Van sprožili še eno ofenzivo, ki pa ni bila tako uspešna kot spomladanska saj je Turkom uspelo za silo reorganizirati kavkaško 3. armado ter nato odbiti ruski napad. Do konca leta je fronta bolj ali manj mirovala, ta čas pa sta obe strani izkoristili za krepitev armad. Šibka turška vojska v zimi 1916/1916 zaradi snežnih neurij ter slabega vremena ni pričakovala ruskega napada, vendar se je motila. V začetku januarja je ruski general Nikolai Yudenich s svojo vojsko na skrivaj zapustil zimske položaje ter se odpravil proti turški utrdbi in mestu Erzurum. Med desetim in osemnajstim januarjem je prišlo do bitke pri Koprukoyu, ki se je končala z odločilno rusko zmago. Čeprav zmaga ni bila popolna pa je Rusom na široko odprla vrata v Turčijo. Vojaške operacije so se nadaljevale aprila 1916, ruska vojska je v Turčijo začela prodirat po dveh krakih. Prvi krak je bil usmerjen proti severu s katerim so Rusi zasedli pristaniško mesto Trabzon ob Črnem morju, drugi krak pa je bi usmerjen proti Anatoliji in središču otomanskega cesarstva. Bitki za Mush in Bitlis, ki sta potekali od spomladi do poletja 1916 sta bili tudi zadnji v turški obrambni črti, Rusi so mesti zasedli februarja 1916. Julija je padel Erzincan. Avgusta so Turki pod poveljstvom Mustafa Kemala ponovno osvojili Mush in Bitlis ter prešli ofenzivo, ki se je končala konec septembra z velikimi izgubami. Čeprav so Rusom prizadejali kar nekaj škode niso resno omajali moč ruske kavkaške armada zato je ta kmalu po končani turški ofenzivi prešla v protinapad, ki pa so ga nato zadržali. Fronta je zaradi nenavadno ostre zime do konca leta 1916 mirovala. Mirovala pa je tudi spomladi 1917. Upori ter ruska revolucija v Rusiji so ustavili vse ruske vojaške operacije na Kavkazu v letu 1917. V tem času je ruska kavkaška armada začela počasi vendar vztrajno razpadati. Vojaki so armado začeli zapuščati v tisočih tako, da do septembra 1917 armada skorajda ni več obstajala. Razsulo na ruski strani turška armada ni izkoristila za napad saj je tudi sama imela težave zato se fronta skozi leto ni nič spremenila. Po začetki oktobrske revolucije ter razpadu ruske vojske ter ruske oblasti na Kavkazu je na ozemlju nastala nova država Transkavkazška federacija s prestolnico v Tbilisiju, ki je združevala Gruzijce, Azerbajdžance in Armence. V strahu pred Turško vojsko so posamezne nacije v novi državi ustanovile lastno vojsko. Tako so Armenci ustanovili armenske prostovoljne enote, ki so se oborožile iz zapuščenih ruskih zalog v boji proti Turkom pa so v nadaljevanju spopada računali na Rusko in zahodno pomoč. S podpisom premirja v Erzincanu, 5. decembra 1917, so se nehale sovražnosti med Otomanskim cesarstvom in Rusijo ne pa tudi med Otomanskim cesarstvom in novonastalo državo Transkavkaz. Izpraznjeno fronta so po umiku ruske vojske zasedle armenske prostovoljne enote, ki pa jih ni bilo dovolj, da bi zavarovale celotno fronto. Negotove razmere je, 5. februarja 1918, izkoristila turška tretja armada ter napadala proti vzhodu na celotni fronti. Maloštevilna armenska vojska ni zdržala pritiska zato se je umaknila. Skozi februar so Turki osvojili ozemlja in mesta, ki so jih prej izgubili v bitkah z Rusi. Kelkit je bil osvobojen 7. februarja, Ezincan 13. februarja, Bayburt 19. februarja, Tercan 22. februarja in Trabzon 24. februarja. Marca so po hudih bojih padli še Erzurum, Malazgirt, Hinis, Oltu, Koprukoy in Tortum. Tretjega marca 1918 je Otomanska cesarstvo v Brest-Litovsku z Boljševiki podpisalo sporazum s katerim so Boljševiki Otomanskemu cesarstvu odstopili mesta Batum, Kars in Ardahan. Mesto so Rusi zasedli v rusko-turški vojni leta 1877 do 1878. Pogajanja med Otomanskim cesarstvom in Transkavkazo so se začela marca v Trabzonu in se končala maja v Batumu. Sprav je kazalo do bosta sprti strani sklenili mir vendar so vedno nove zahteve iz turške strani to onemogočale zato je ponovno prišlo do spopadov. V njih so bili Armenci, kljub številnim zmagam poraženi. Štiriindvajsetega maja 1918 je Transkavkaz z Otomanskim cesarstvom podpisal mirovni sporazum v Batumu. Štiri dni kasneje je federacija Transkavkaz razpadla iz nje pa so nastale republike Gruzija, Azerbajdžan, in Armenija. Nobena od njih ni obstajala dolgo.
Junija je bila Armenija prisiljena podpisati mirovno pogodbo v Batumu s čimer pa se niso strinjali vsi Armenci. Tisti ki se niso strinjali so ustanovili lastno državo Republiko gorsko Armenijo. Že tako zapletene razmere na Kavkazu so se junija še dodatno zapletle s prihodom nemške vojske v Gruzijo. Cilj nemške vojske je bil z nafto bogat Baku. S tem pa so v navzkriž prišli z otomansko vojsko, ki je tudi sama napredovala v Gruzijo. Obe strani sta se občasno spopadli čeprav sta bili zaveznici. Nesporazum je prekinilo šele nemško grozilno pismo iz Berlina, po njem so se Turki umaknili iz Gruzije. Istočasno je prihajalo do bojev tudi med Armenci in Turki. Ti so trajali vse do konca oktobra, ko je bilo v Mudrosu podpisano premirje. Kavkaško bojišče je bilo edino bojišče kjer so Turki obdržali ter osvobodili ozemlje, ki so ga izgubili v rusko-turški vojni.

### Gallipoli
Vstop Otomanskega cesarstvo v prvo svetovno vojno na strani centralnih sil je zahodne zaveznike presenetil ter jih še dodatno obremenilo saj so se odprla bojišča na Balkanu, Kavkazu, Mezopotamiji in Sinaju. Problem Otomanskega cesarstva je bil ta da je pokrivalo izredno veliko ozemlje s tem pa je nadzorovalo strateško pomembne kopenske in pomorske poti med Azijo in Evropo. Tako je postal ogrožen Sueški prekop v Egiptu ter pomorska povezave med Sredozemskim morjem in Črnim morjem preko Dardanel. Sueški prekop je bil izredno pomemben za Britance saj je predstavljal najkrajšo pomorsko pot med Veliko Britanijo ter največjo britansko kolonijo Indijo. Dardanele pa so bile pomembne predvsem za Ruse saj je bil to njihov edini izhod v Sredozemsko morje ter nato v svetovne oceane. Da bi zahodni zavezniki kar se da hitro iz vojne izločili na videz šibko Otomansko cesarstvo ter zavarovali svoje interese na Bližnjem vzhodu, je prvi lord admiralitete Winston Churchill predlagal drzen načrt. Združeno zavezniško ladjevje naj bi z bojnim ladjami napadli turške utrdbe pri Dardanelah ter jih uničilo. Ladjevje naj bi nato plulo do Carigrada, glavnega mesta Otomanskega cesarstva ter tam izkrcalo vojsko, ki bi mesto zavzela ter tako cesarstvo v nekaj dneh ali tednih izločilo iz velike vojne. Načrt je bil sicer drzen vendar izvedljiv zato ga vsi zavezniki podprli ter dali v izvedbo. 
Devetnajstega februarja 1915 se je pred obalo Gallipolija pojavilo močno zavezniški ladjevje sestavljeno iz 31 bojnih ladij, 27 križark, 25 rušilcev, 8 monitorjev, 14 podmornic ter večjega števila spremljevalnih ladij. Ladjevje je ob prihodu nemudoma napadlo turške utrdbe ter bilo pri tem izredno uspešno oz. saj tako je bilo videti. Uničenih je bilo večje število turških utrdbe vendar kljub bombardiranju je Turkom uspelo zavarovati nekaj utrdbe in topov ki so bile v notranjosti polotoka. Pritem pa so neprestano obstreljevali zavezniške ladje kar je zavezniško pomorsko operacijo časovno podaljšalo. Do glavnega zavezniškega napada je prišlo 18. marca 1915, zavezniške ladje so zaplule v dardanelski preliv nato pa je nenadoma prišli do katastrofe. Francoska bojna ladja Bouvet je zaplula na mino ter se potopila. Na mino sta zapluli tudi HMS Irresistible in HMS Inflexible. Poškodovanima ladjama je na pomoč priskočil HMS Ocean ki je tudi sam naletel na mino in se nato zaradi škode skupaj z bojno ladjo Inflexible tudi potopila. Na mino sta zapluli tudi francoski bojni ladji Suffren in Gaulois. Poveljnik zavezniške flote admiral John de Robeck je zaradi velikih izgub ter zmede nato odpoklical napad.
Pomorski napad se je izkazal za popolno katastrofo, zato je bilo odločeno da se na kopno pošlje pehoto, ki bo zasedla turške utrdbe. Za to nalogo je bil v Egiptu ustanovljen poseben avstralsko novozelandski korpus (ANZAC) sestavljen iz avstralskih in novozelandskih vojakov katerim so pridodali še enote britanske vojske in mornarice ter francosko ekspedicijsko armado. Do izkrcanja je prišlo 25. aprila 1915 na jugu polotoka Gallipoli. Izkrcanje je potekalo na šestih odsekih označenimi s črkami, S, V, W, X, in Y, in je potekalo bolj ali manj mirno. Izjema sta bila le odseki S, W in Z. Na odsekih S in W so se Britanci izkrcavali pod močnim strojničnim ognjem na odseku Z, kjer so se izkrcale večinoma enote ANZAC pa so kmalu po izkrcanju ugotovili da za obalo leži neprehoden teren zaradi česar je bilo ustavljeno vso napredovanje. Do nepričakovanih zastojev je prišlo tudi na ostalih odsekih. To je turškim branilcem pod poveljstvom Mustafa Kemala, dalo čas, da se pripravijo na obrambo in izvedejo protinapad. Ta sicer v naslednjih dneh ni uspel je pa povzročil, da so se zavezniki vkopali na obali. V tednih in mesecih, ki so sledili ofenzivi se razmere na bojišču niso kaj dosti spremenile, zavezniki so ostali ujeti na ozkem pasu kopnega ob obali medtem ko so Turki nadzorovali prostor nad njimi. Stvari se niso bistveno spremenile tudi po številnih ofenzivah ki sta jih izvedli obe strani. Razmere, ki so nastale so povzročile, da je Gallipoli postal eno izmed najbolj krvavo bojišče prve svetovne vojne saj so zavezniki in Turki za vsakih nekaj sto metrov ozemlja izgubili več tisoč vojakov. Glavi sovražnik na bojišču pa niso bile granate ali krogle temveč pomanjkanje vode in številne nalezljive bolezni.
Avgusta 1915 so zavezniki poizkušali znova s tako imenovano avgustovsko ofenzivo, tokrat so napadli kakih 8 km severno ob obali ter od odseka ANZAC (odsek Z). Napad je sprva lepo potekal nato pas so se začele pojavljati težave, zaradi prevelike previdnosti poveljnikov je napad potekal prepočasi in Turki so sicer slabo branjen odsek fronte čez noč okrepili in zgodba iz ostalih bojišč Gallipolija se je ponovila. Ko sta se obe strani vkopali je ob vsakem napadu umrlo več tisoč napadalcev in branilcev cilj napada pa skoraj nikoli ni bil dosežen. Zardi neprestanih neuspehov so se vodilni v poveljstvo začeli spraševati ali je fronto sploh smiseln vzdrževati glede na to, da se od aprila niso premaknili več kot 3 km v notranjost polotoka. Stvari so se še dodatno zapletle ko so o dejanskem stanju na bojišču začeli poročati novinarji. Javnost in politika je zahtevala zaprtje bojišča, zamenjano je bilo poveljstvo nad bojiščem. Nov poveljnik Charles Monro je le potrdil izredno slabo stanje, nad stanjem je bil šokiran tudi Kitchener zato je ukazal takojšnje zaprtje bojišča. Evakuacija britanskih čet iz polotoka se je začela 7. decembra in je trajala do 9. januarja 1916. Potekala je organizirano in brez ene same žrtve zaradi česar je bila edina uspešna operacija v celotni kampanji.

## Arabski upor
Arabski upor je bil neposredno povezan z vzponom arabskega nacionalizma. Ta je bil v arabskih državah sicer prisoten že dolgo časa v letih pred veliko vojno ter kmalu po njenem začetku pa je dosegel kritično maso, ki je sprožila splošni upor proti Otomanskemu cesarstvu.
Otomansko cesarstvo je arabske dežele zasedlo v 16. stoletju, ko je bilo na vrhuncu svoje moči. Ker so bile te dežele zaradi ostrega podnebja in terena težko dostopne ter zelo oddaljene od Carigrada je bila turška moč v njih omejena le na posamezne predstavnike in trgovske postojanke kot sta bili npr. sveti mesti Meka in Medina. Ostalo arabska ozemlja pa so nadzirali lokalna nomadska plemena. V celotnem cesarstvu so imeli Turki najmanj nadzora na Arabskem polotoku med tem ko so bili Egipt, Sirija in Mezopotamija po strogim nadzorom otomanske administracije. Kljub temu pa je večina narodov na tem območju imela nekaj skupnega, in to je bila vera, ki je premagala marsikatero oviro. Tak sistem je deloval stoletja in desetletja, dokler se v 19. stoletju niso začele med arabskimi izobraženci, predvsem v večjih mestih, širiti zahodnjaške ideje o samostojnosti narodov. Svoje so dodale še osamosvojitev balkanskih držav izpod otomanske nadvlade ter prva balkanska vojna leta 1913. Vendar pa je ta miselnost ostala bolj ali manj v ozkem krogu izobražencev in se je zelo počasi širila med navadne ljudi. Na upor pa ni vplival sam nacionalizem temveč tudi leta 1908 odprta Hedžaška železnica med Damaskom in Medino. Proga je namreč divjo in težko dostopno deželo čez noč približala turški oblasti s tem pa se lokalni vodje niso strinjali saj so bi izgubili moč. Največji nasprotnik Turkov je bil Sharif Hussein bin Ali, ki je bil med letoma 1908 in 1917 tudi Emir Meke. Leta 1914 je tako že prišlo do prvih uporov proti turški oblasti, nekatera združena uporna plemena pa so vlado mladih Turkov razglasila za proti muslimansko. Z vstopom Otomanskega cesarstva v vojno konec oktobra 1914 je bilo relativnega miru na Arabskem polotoku dokončno konec. Sharif Hussein ibn Ali si je že pred vojno od Britancem zagotovil pomoč v denarju in orožju (v zameno se je moral upreti Otomanski vladavini) tako, da v letih 1914 in 1915 združil večino arabskih plemen ter nacionalističnih gibanj in si tako povečal moč ter vpliv. Britanci so v tem v tem videli korist saj jim na bližnjevzhodnem bojišču v prvih dveh letih ni šlo najbolje in je bil vsak otomanski nasprotnih njihov zaveznik. Hkrati pa so bili do arabskih plemen precej zadržani in nezaupljivi saj v njih niso videli resnega nasprotnika napram turški vojski.
Pravi arabski upor se je začel 5. junija 1916 ko sta sinova Sharifa Husseina bin Alija, emir Ali in Faisal, poizkušala zasesti Medino ter tamkajšnjo železniško postajo. Boji so trajali tri dni nato pa so napadalci umaknili nazaj v puščavo. Pet dni kasneje je prišlo do upora v Meki, majhna turška garnizija ni morala ubraniti mesta zato se je umaknila v mestno trdnjavo. Istočasno so uporna arabska plemena napadla in zasedla večino pristanišč in mest ob Rdečem morju. To je Britancem omogočilo, da so upornim plemenom dostavili večjo količino orožja in ostale vojaške opreme. Preko pristanišč je na Arabski polotok začela prihajati tudi novonastala Arabska vojska, ki so jo sestavili iz zajetih otomanskih vojakov, ki so se prostovoljno javili, da se bojo borili proti otomanski vojski. S tem pa je britanska vojska vojaško posegla na dogajanje na polotoku. Da bi uskladili delovanje britanske vojske in lokalnih upornih plemen so ustanovili posebno vojaško misijo pod poveljstvom mladega poročnika T.E. Lawrenca (kasneje je postal znan kot Lowrenc Arabski). Njegova naloga je bila da poveča moč, velikost arabskih plemen ter skrbi da se upor nadaljuje.
Decembra 1916 so bili Arabci na težki preizkušnji. Potem ko jim ni uspelo zasesti Medino so Turki tja po železnici poslali močne okrepitve. Naloga teh okrepitev pa je bila, da ponovno zasedejo pristaniška mesta preko katerih uporna plemena dobivajo orožje. Pristanišča je v zadnjem trenutku rešila britanska mornarica s svojimi bojnimi ladjami. Medtem sta Emir Faisal ter Lawrenc zasedla pristaniško mesto Wejh od koder sta nato napadala za Turke strateško pomembno Hedžaško progo. Na progi so rušili posamezne odseke proge, mostove, vodne postojanke in železniške postaje. S tem so 12.000 glavo otomansko vojsko zadrževali v Medini. Največji podvig upornih plemen pa je bilo zavzetje zadnje Aqabe junija 1917 s čimer so si prislužili spoštovanje britanske vojske. Uporna plemena so se po tem preimenovala v severno arabsko vojsko, mesto pa je postalo izhodišče za napade na Jordanijo in Sirijo, istočasno pa se je nadaljevala tudi vojna za Hedžaško železnico. V nadaljevanju vojne 1917 do oktobra 1918 je nova severno arabska vojska sodelovala v vseh večjih spopadih med britansko in otomansko vojsko vključno z bitko pri Moggidu septembra 1918. Z razkrojem fronte se je začela tekma za Damaska v katerega pa sta obe strani (Britanci in arabska vojska) prišli bolj ali manj istočasno, 1. oktobra 1918. Arabci Medine niso nikoli zasedli, otomanska vojska jo je predala šele 10. januarja 1919 po ukazu iz Carigrada.
Po vojni so zavezniki ignorirali zahteve po ustanovitvi nove arabske države na območju Palestine, Sirije, Jordanije in Arabskega polotoka, kljub temu da je bil dogovor med Britanci in Arabci iz leta 1915 drugačen. Vzrok za to so bili geostrateški interesi Velike Britanije in Francije, ti sta si omenjeno ozemlje na skrivaj razdelili v t. i. Sykes-Picotovemu dogovoru maja 1916. Obe državi sta namreč želeli pridobiti čim več tuje zemlje ter nafte, ki je po prvi svetovni vojni postala nova strateška surovina. Zadevo pa je še dodatno zapletla Balfourova deklaracija iz leta 1917, ki je Židom obljubljala lastno državo v Palestini. Na koncu so Arabci le dobili svojo državo na področju Hadjaz, upravljal pa jo je Hussein ibn Ali. Država je obstajala do leta 1925, ko se je priključila novonastala Saudska Arabija.

## Dogodki po vojni
Premirje med zavezniki in Otomanskim cesarstvom je bilo podpisano 30. oktobra 1918 na britanski bojni ladji HMS Agamemnom, ki je bila zasidrani pred mestom Moudros (otok Lamnos). Podpisala sta ga turški minister za mornarico Rauf Bey ter britanski admiral Somerste Arthur Gough-Calthorpe. V premirju je bilo določeno da mora Otomanska vojska demobilizirati vso vojaške enote ter se na Kavkazu umakniti na meje iz leta 1914, zaveznikom pa mora omogočiti uporabo otomanske infrastrukture ter neovirano zasedbo katerega koli otomanskega ozemlja. V skladu s tem so Britanci 13. novembra 1918 okupirali Carigrad. S tem pa so se težave na Bližnjem vzhodu šele začele. Trije Paše (Enver, Cemal in Talat) pobegnejo v tujino, vodenje države prevzame zadnji osmanski sultan Mehmed VI., ki pa je lutka v zavezniških rokah. Kmalu zatem pride do razpade celotnega državnega in gospodarskega aparat in nekdanje štiristoletno Otomansko cesarstvo se znajde v popolnem brezvladju.
Brezvladje izkoristijo zavezniške vojske ter si razdelijo posamezna ozemlja otomanskega cesarstva. Tako Armenci zasedejo vzhodni del Turčije, v Adani se izkrcajo francoske in armenske sile ter zavzamejo jugovzhodni del Turčije, jugozahod zavzame italijanska vojska, na zahodu pa se v mestu Izmir izkrca grška ter nato zasede večji del zahodne Turčije. Britanci zasedejo Gallipoli, Dardanele in Carigrad. Pod njihovim nadzorom so še Palestina, Mezopotamija ter posamezni deli Arabskega polotoka. Vendar pa Turčija (naslednica Otomanskega cesarstva) s tem ni bila popolnoma uničeno, nekateri nekdanji otomanski generali se niso strinjali s trenutnimi razmerami in so se odločili da se bojo uprli. Med njimi je bil tudi prekaljeni general Mustafa Kemal, ki ga pošljejo v osrednjo Turčijo, da tam vzpostavijo red in mir (osrednji del Turčije ni bil pod zavezniškim nadzorom). Ta je tam združi turške nacionaliste ter ustanovi novo turško vojsko za upor proti zaveznikom. Aprila 1920 je bila v Ankari, daleč od oči zaveznikov, izvoljena nova turška vlada.
Avgusta 1920 je turški sultan podpisal sporazum iz Sevresa ter s tem zapečatil usodo Bližnjega vzhoda vse do danes (o usodi bližnjega vzhoda se je odločalo na Versajski mirovni konferenci). Na podlagi sporazuma so si zmagoviti zavezniki med sabo razdelili ozemlje nekdanjega Otomanskega cesarstva. Jugovzhodni in jugozahodni del Turčije sta dobili Francija in Italija, zahodni in evropski del Turčije pa je dobila Grčija. Dardanele, Gallipoli in Carigrad so ostali pod mednarodni nadzorom. Britanci so dobili Egipt ter mandatna območja Palestine, Iraka in Jordanije. Francozi so dobili mandatni območji Libanon in Sirija. S tem so izigrali Arabce in princa Feisla, ki so mu med vojno, v zameno za pomoč v boju proti Turkom, obljubili samostojno arabsko državo na ozemljih Palestine, Libanona, Sirije. Novo domovino na ozemlju Palestine so Britanci obljubili tudi Židom, kar je že tako zapletene razmere še dodatno zapletlo. Vsa ta skrivna dogovarjanja in delitev ozemelj so imela posledice.
Skozi leto 1920 je turškim nacionalistom uspelo v seriji bitk premagati armensko vojsko, ki so ji zahodni zavezniki obrnili hrbet. Decembra 1920 so z njo podpisali premirje. Spomladi 1921 so podpisali premirje še z Leninovo Rusijo, ta je turškim nacionalistom v strahu pred prevelikim britanskim vplivom na Bližnjem vzhodu začela pošiljati orožje in denarno pomoč. Armenija je kmalu zatem nehala obstajati, zasedla jo je Sovjetska zveza. Potem ko so si turški nacionalisti zavarovali vzhodno mejo so se lotili osvajanja ostalih ozemelj, ki so bila pod nadzorom zaveznikov. Najprej so se lotili Francozov v jugovzhodnem delu Turčije, ker so ti demobilizirali večino vojske se niso morali učinkovito upirati zato so s turškimi nacionalisti skleni mir in priznali vlado v Ankari ter razveljavili sporazum iz Sevresa, do oktobra 1921 so se Francozi umaknili iz Turčije. S tem so obrnili hrbet Britancem, ki so se bali širjenja komunizma v Turčiji. Britanci so za moč prosili Grke, ki so že leta 1920 okupirali zahodni del Turčije. Ti so organizirali močno vojaško odpravo v notranjost Turčije z namenom, da porazi turške nacionaliste. Sprva je Grkom dobro kazalo nato pa se je grška vojska, zaradi močnega turškega protinapada, tik pred Ankaro morala obrniti. Turčija je bila rešena. Da bi si zagotovila dokončno zmago nad Grki je v enem letu mobilizirala celotno prebivalstvo in konec avgusta 1922 prešla v ofenzivo v smeri mest Izmir in Bursa. Po nekaj dneh krvavih bojev se je grška obramba zlomila in sledil je njen popoln umik iz Turčije. Britanci v Carigradu so tako ustali sami, da bi se izognili vojni so v zadnjem trenutku, ko je bila turška vojska že pred mestnimi vrati, sklenili mir z nacionalisti. Turška vojska je v mesto vstopila brez boja. S podpisom pogodbe iz Lasanne, 24. julija 1923, so evropske sile priznale Trčijo kot samostojno državo njen prvi predsednik pa je postal Mustafa Kemal Atatürk.
Medtem je v Siriji, Libanonu, Palestini, Mezopotamiji in Perziji vrelo. V Siriji in Libanonu so se Francozi soočili z močnim odporom arabskih nacionalistov, krvavi boji so trajali vse do tridesetih let prejšnjega stoletja. Perzija (Iran) je bila zaradi spletk antante in centralnih sil po prvi vojni politično razdeljena in v popolnem razsulu. Z nastopom nove vlade leta 1921 je prekinila sodelovanje z Britanci ter sklenila novega s Sovjeti. Ozemlje Mezopotamijo so želeli Britanci zaradi lastnih interesov, predvsem zaradi bogatih nahajališč nafte ter lažjega nadzora, nasilno združiti v enotno državo Irak. Pri tem so trčili ob 4.000 let stare ozemeljske, plemenske in virske spore med Kurdi, Šiiti ter Suniti in s tem sami postali tarča njihovih sporov. Iraku je pod močnim britanskim vplivom vladal princ Feisl, Jordaniji pa njegov brat Abdullah. Kurdi nikoli niso dobili svoje države. Ozemlje zahodno od reke Jordan (Palestina) so Britanci brez privoljenja lokalnega prebivalstva rezervirali za Jude ter njihovo bodočo judovsko državo. Kmalu po vojni so se tja v večjem številu začeli priseljevati Judje kar je pripeljalo do trenj z lokalnim muslimanskim prebivalstvom in kasneje do resnih spopadov. Na Arabskem polotoku se je sredi dvajsetih let prejšnjega stoletja po šestih letih plemenskih spopadov pojavila nova država Saudska Arabija, takrat ena najbolj revnih na svetu. Z odkritjem nafte desetletje kasneje je postala glavni svetovni gospodarski in politični igralec.
Evropske velesile so po prvi svetovni vojni razmere na Bližnjem vzhodu zapletle do skrajnosti. Z razdelitvijo Bližnjega vzhoda na podlagi političnih in gospodarskih interesov evropskih velesil ter izbiro zahodno usmerjenih arabskih voditeljev z namenom vladanja različnim kulturam in verskim prepričanjem, ter ignoriranje zgodovinskega ozadja in tradicije, je Evropa Bližnjem vzhodu v naslednjih stotih letih zagotovila tujo okupacijo, politično nestabilnost in vojne. Mogoče dogajanje na bližnjem vzhodu po prvi svetovni vojni še najbolj pojasni citat Davida Fromkina, avtorja knjige A Peace to End All Peace:
Sporazum, ki je bil vsiljen muslimanskemu svetu je bil mir, ki je končal ves mir, prav mir pa je najbolj izmuzljiv v deželi krvi in nafte.— David Fromkin